# Каверин, Виталий Викторович
Вита́лий Ви́кторович Каве́рин (укр. Віталій Вікторович Каверін; род. 4 сентября 1990[…], Хмельницкий) — украинский футболист, полузащитник. Выступал за молодёжную сборную Украины до 21 года.

## Биография
Воспитанник СДЮСШОР «Подолье» (Хмельницкий) (тренер — Шершун Н. В.) и школы ФК «Днепр» (тренеры Чистяков А. А., Максимич С. В.). В чемпионате Украины дебютировал 19 октября 2008 года в матче «Днепр» — «Металлург» (Донецк)— 1:1.
13 июня 2012 года подписал пятилетний контракт с киевским «Динамо». В конце августа 2012 года был отдан в полугодичную аренду в запорожский «Металлург» до 31 декабря 2012 года. В начале 2013 года был заявлен за киевское «Динамо-2».